# Жене у археологији
Жене у археологији су аспект историје археологије и генерално тема жена у науци.

## Историја
Као професионално поље испитивања, археологија је успостављена као академска дисциплина у деветнаестом веку и типично се развијала од људи који су се бавили проучавањем старина. Пре викторијанског доба, жене у Канади, Великој Британији и Сједињеним Државама ретко су се бавиле професионалном археологијом (мада у овом тренутку археологија није била толико професија колико пракса богатих појединаца, са плаћеним радницима за копање). Учешће жена на терену било је обесхрабривано, како од стране мушкараца, тако и притисцима друштва, услед прихваћеног виђења жена као домаћица и хранитељица. Чак и након што су почеле да улазе на терен, оклевање мушких колега да их прихвате у теренском раду навело је многе жене да бирају улоге ван академске заједнице, тражећи положаје у музејима или у удружењима за очување културе. У Европи су жене често улазиле у ту дисциплину као истраживачки партнери са својим мужевима или да би сазнале више о културама када су њихови супружници били постављени у колонијалне испоставе или на мисионарске послове. Од средине 1850-их женске установе за високо образовање почеле су да нуде одвојене курсеве за жене, а 1870-их неколико европских земаља отворило је универзитетске програме за жене. Иако су жене биле прихваћене на студије археологије, ретко су се сматрале једнакима и често нису примане у престижна друштва, нити им је било дозвољено да заврше обуку на том пољу. Изузетак је била шведска археологиња Хана Рид, као и француска археологиња Маделин Колани али типичније су биле тешке борбе жена као што су Идит Хал, Харијет Бојд Хос, Јуџајни Селерс Стронг и Бланш Е. Вилер да предузму пројекте ископавања. Типичније, жене као што је немачка археолошкиња Јохана Месторф, која је радила као кустос музеја и академик;  писци попут британске египтологиње Амелије Едвардс и  персијанисте Гертруде Бел, и француске персијанисте Жан Дилафуа, које су током својих путовања путовале и писале о ископавањима; и жене попут Тесе Вилер, која је помагала супругу састављањем извештаја и прикупљањем новца, биле су пионирке жена археолога. 
На прелому двадесетог века, британске жене попут Јуџајни Селерс Стронг, која је предавала на Археолошком институту Америке и Британској школи у Риму и Маргарет Мареј, која је предавала на Универзитетском колеџу у Лондону, почеле су да се придружују универзитетским факултетима. До Првог светског рата већина жена које су радиле у археологији биле су запослене у музејима. Међу познатим женама кустоскињама или директоркама музеја су Данкиња Марија Могенсен, Гркиња Семни Кароузоу и Шпањолке Консепсион Бјанко Мингуез и Урситина Мартинез Гаљего. Да би створиле сопствене нише, жене су се обично усредсредиле на истраживање у близини места где су живеле или из њихових родних култура, или су предузимале студије на истраживању предмета домаћинства које мушкарци обично игноришу. На пример, Марија Гимбутас се усредсредила на источноевропске теме чак и након пресељења у Сједињене Државе; Ланиер Симонс, која је желела да проучава културу Маја, завршила је истраживање ближе кући због породичних обавеза; а Харијет Бојд фокусирала се на домаће предмете и посуђе. Гркиња Ана Апостолаки, Данкиња Маргрет Халд, Шпањолка Филипа Мас и Швеђанка Агнес Геијер постале су стручњаци за текстил; Данкиња Елисабет Мунксгард фокусирала се на одећу, док је Норвежанка Шарлоте Блиндхајм проучавала викиншке костиме и накит. Керамика и уметност такође су биле теме на које су се жене фокусирале.
Пре седамдесетих година, чак и жене попут Гертруд Кејтон-Томпсон, Хилде Петре и Елизабет Рифштал, пионирке у египтологији које су дале значајан допринос на том пољу, изостављене су из компилација стручњака који раде на том пољу. Ако су се жене уопште помињале, њихове улоге су банализоване. Током Њу дила, Договора о новом пословању, Управа за напредак радова спонзорисала је ископавања на налазиштима хумки у Алабами, Џорџији и Северној Каролини, што је обојеним женама и радничким женама омогућавало да учествују у археолошким радовима; међутим, дефиниције женствености засноване на класама и расама ограничиле су широко учешће белих жена, које су се углавном фокусирале на учешће у аматерским организацијама.

## Археолошка конзервација
Формалном конзервацијом археолошких предмета у западним музејским срединама од 1880-их па надаље доминирали су мушки научници и техничари. Међутим, конзервацију предмета на терену и у образовним условима углавном су обављале жене, често супруге и рођаке мушких археолога. Слично женским археолозима, ови стручни доприноси археолошкој пракси изостављени су из званичних публикација и евиденције предузетих археолошких радова.
Стручност раних женских конзерватора примењена је и усавршена на Институту за археологију у Ст Џон'с Лоџ, Риџентс Парк, од 1937. до 1959. године. Када се Институт за археологију преселио на Гордон Сквер 1959. године, Ајони Геди је успоставила програм конзервације који је наставио да се предаје на Институту од 1937. до 1975.
Предмети третирани у Лоџу чинили су основу збирки Института за археологију. Ове колекције су биле кључне за успостављање Института за археологију као међународно значајног центра археолошких студија.

## Савремени изазови

### Стаклени плафон
Статистике показују да жене доживљавају стаклени плафон у академској археологији. Сју Хамилтон, директорка Института за археологију УЦЛ, приметила је да су 60–70% студената основних и постдипломских студената Института биле жене, као и већина његових постдокторских истраживача. Међутим, удео жена међу сталним академским особљем никада није био већи од 31%. Жене су недовољно заступљене у сваком академском рангу Института: 38% предавача су жене, 41% виших предавача, 17% читалаца и само 11% професора. Студија из 2016. године открила је сличан образац на аустралијским универзитетима. Иако су 41% академских археолога биле жене, постојала је неравнотежа у заступљености жена у истраживачким стипендијама (67%) у поређењу са високо рангираним предавачким местима (31%). Ова студија је идентификовала "двоструки" стаклени плафон: жене имају мање шансе да добију сталне позиције, а оне који јесу теже напредују ка вишим чиновима. 1994. године, око 15% археолога који су радили у 30 најбољих академских институција биле су жене.

### Сексуално узнемиравање и напад
У 2014. години, Survey Academic Field Experiences (САФЕ) анкетирао је скоро 700 научника о њиховим искуствима сексуалног узнемиравања и сексуалног напада током теренског рада. Истраживање је било усмерено на теренске истраживаче из различитих дисциплина (нпр. антрополози, биолози), али археолози су чинили највећу групу испитаника. Истраживање је потврдило да је сексуално узнемиравање и напади „системски проблеми“ на терену, при чему је 64% испитаника изјавило да је лично доживело узнемиравање, а 20% да је лично доживело сексуално злостављање. Жене, које су чиниле већину испитаника (77,5%), имале су знатно већу вероватноћу да су доживеле и једно и друго, а такође су пријавиле да су се таква искуства дешавала „редовно“ или „често“. Циљеви су били готово увек студенти или истраживачи у раној каријери, а починиоци су највероватније били старији чланови истраживачког тима, мада су узнемиравање и напади вршњака и чланова локалних заједница такође били релативно чести. Мало испитаника је утврдило да постоје адекватни кодекси понашања или поступци извештавања. Аутори САФЕ истраживања нагласили су значајне негативне утицаје које таква искуства имају на задовољство послом, учинак, напредовање у каријери и физичко и ментално здравље жртава.

## Значајне жене археолози
- Линда Брејдвуд, Сједињене Државе, Блискоисточна археологија[26]
- Гертруд Кејтон-Томпсон, Уједињено Краљевство, египтолог[18]
- Грејс Кроуфут, Уједињено Краљевство, археолошки текстил[27]
- Фредерика де Лагуна, Сједињене Државе, културе Аљаске[28]
- Керолајн Дормон,[4] Сједињене Државе, аутохтони народи Луизијане[29]
- Идит Хал Доан, Сједињене Државе, етрурска и медитеранска цивилизација[30]
- Харијет Бојд Хос, Сједињене Државе, минојска и медитеранска култура[31]
- Дороти Крос Џенсен,[4] Сједињене Државе, Ирак и староседелачки народи Њу Џерсија[32]
- Мари Батлер Луис, Сједињене Државе, долина Хадсон [4]
- Маргарет Мареј, Индија, Уједињено Краљевство, египтолог[27]
- Хилда Петри, Ирска, египтолог[27]
- Дороти Попеное, Уједињено Краљевство, Хондураске Маје и претколумбовско доба[4]
- Татјана Проскоуриакоф, Русија/Сједињене Државе, Гватемала и Мексичке Маје[33]
- Елизабет Рајфштал, Сједињене Државе, египтолог[18]
- Дорис Стоун, праисторија Сједињених Држава, Костарике и Хондураса[34]
- Мариан Е. Вајт, Сједињене Државе, људи из Ерие, Neutral Nation, Венрохронон[4]*+
- Сара Јорке Стевенсон, Сједињене Државе, египтологија и Блиски исток

### Цитати
1. ↑  Díaz-Andreu & Sørensen 2005, стр. 11.
2. ↑  Cohen & Joukowsky 2006, стр. 1.
3. ↑  Claassen 2000, стр. 173.
4. 1 2 3 4 5 6  Claassen 1994, стр. 4.
5. ↑  Díaz-Andreu & Sørensen 2005, стр. 4.
6. ↑  Díaz-Andreu & Sørensen 2005, стр. 5.
7. ↑  Díaz-Andreu & Sørensen 2005, стр. 7.
8. 1 2  Díaz-Andreu & Sørensen 2005, стр. 8.
9. 1 2 3  Díaz-Andreu & Sørensen 2005, стр. 14.
10. ↑  Díaz-Andreu & Sørensen 2005, стр. 12–13.
11. ↑  Díaz-Andreu & Sørensen 2005, стр. 13.
12. ↑  Díaz-Andreu & Sørensen 2005, стр. 13–14.
13. ↑  Díaz-Andreu & Sørensen 2005, стр. 15–16.
14. 1 2  Díaz-Andreu & Sørensen 2005, стр. 9.
15. ↑  Claassen 1994, стр. 131.
16. 1 2  Díaz-Andreu & Sørensen 2005, стр. 10.
17. ↑  Díaz-Andreu & Sørensen 2005, стр. 113.
18. 1 2 3  Cohen & Joukowsky 2006, стр. 5.
19. ↑  Claassen 1994, стр. 6.
20. ↑  Pye, Elizabeth; Brommelle, Norman (јануар 1977). „A Tribute to Ione Gedye”. The Conservator. 1 (1): 3—4. ISSN 0140-0096. doi:10.1080/01400096.1977.9635631.
21. ↑  Odegaard, Nancy (2016). The Conservation Practices for Archaeological Ceramics of Sir Flinders Petrie and Others between 1880-1930. ICOM-CC. ISBN 978-83-64419-80-5.
22. ↑  Hamilton 2014.
23. ↑  Smith & Burke 2016.
24. ↑  Claassen 1994, стр. 5.
25. ↑  Clancy et al. 2014.
26. ↑  „Linda Braidwood, 1909-2003”. www-news.uchicago.edu. Приступљено 2019-11-14.
27. 1 2 3  Cohen & Joukowsky 2006, стр. 6.
28. ↑  Claassen 1994, стр. 5, 12.
29. ↑  Lee 2009, стр. 263.
30. ↑  Claassen 1994, стр. 5, 47.
31. ↑  Claassen 1994, стр. 5, 44.
32. ↑  Ferguson 1997, стр. 261-626.
33. ↑  Claassen 1994, стр. 5, 26.
34. ↑  Claassen 1994, стр. 5, 27.